# TNA Bound for Glory
Bound for Glory a fost un eveniment pay-per-view de wrestling organizat de promoția Total Nonstop Action Wrestling pe data de 23 octombrie 2005.